# Бірк Ріса
Бірк Ріса (норв. Birk Risa, нар. 13 лютого 1998, Ставангер, Норвегія) — норвезький футболіст, фланговий захисник клубу МЛС «Нью-Йорк Сіті».

## Ігрова кар'єра

### Клубна
Бірк Ріса починав займатися футболом у молодіжній команді клубу «Саннес Ульф». У 2014 році він перебрався до Німеччини, де продовжив грати у клубі «Кельн». З 2017 року Ріса є гравцем основи але в Бундеслізі він зіграв лише два матчі, більшу частину часу граючи за другу команду «Кельну» у Регіональній лізі.
Не маючи можливості грати в основі німецького клубу, у березні 2018 року Ріса повернувся до Норвегії, де підписав трирічний контракт з клубом «Одд». В команді футболіст провів три сезони.
Наприкінці 2020 року Ріса перейшов до «Молде», уклавши з клубом контракт до 2023 року. У складі «Молде» Ріса дебютував у єврокубках, та у 2022 році виграв чемпіонат та національний Кубок.
В липні 2023 року футболіст приєднався до клубу МЛС «Нью-Йорк Сіті».

### Збірна
З 2014 року Бірк Ріса виступав за юнацькі та молодіжну збірну Норвегії.

## Титули
Молде
 Чемпіон Норвегії: 2022
 Переможець Кубка Норвегії: 2021/22